# Classpath (Java)
Na linguagem de programação Java, entende-se por Classpath um parâmetro, determinado via linha de comando ou por variáveis de ambiente, que indica à Máquina Virtual Java (JVM) onde procurar pacotes e classes definidos pelo usuário.